# Red Horizons
Red Horizons: Chronicles of a Communist Spy Chief är en uppmärksammad bok från 1987 om den rumänska säkerhetstjänsten Securitate skriven av den avhoppade generalen Ion Mihai Pacepa.